# 196P/Tichý
196P/Tichý – kometa krótkookresowa, należąca do rodziny komet Jowisza.

## Odkrycie
Kometę tę odkrył Miloš Tichý 23 października 2000 roku w Obserwatorium Kleť. W nazwie znajduje się zatem nazwisko odkrywcy.

## Orbita komety i właściwości fizyczne
Orbita komety 196P/Tichy ma kształt elipsy o mimośrodzie 0,43. Jej peryhelium znajduje się w odległości 2,15 j.a., aphelium zaś 5,41 j.a. od Słońca. Jej okres obiegu wokół Słońca wynosi 7,35 lat, nachylenie do ekliptyki ma wartość 19,38˚.
Średnica tego ciała nie przekracza kilku km.